# Mentální mapa (geografie)
Mentální mapování či mentální mapa jsou geografické koncepty, které sehrávají důležitou roli ve sběru dat či chápání prostoru. Pojem mentální mapa v geografickém výzkumu ukotvil poprvé Kevin Lynch (1960) ve své průlomové knize Image of the City (česky Obraz města) 
, ve které popisuje pět let svého výzkumu městského prostředí v Bostonu, Los Angeles a Jersey City. O dekádu a půl později Peter Gould a Rodney White (1974) vydali publikaci Mental maps  a položili tak základy dvou odlišných směrů výzkumu v oblasti mentálního mapování. Lynch i Gould s Whitem definují mentální mapy rozdílně a podle jejich definic pak nyní dělíme mentální mapy na mapy o preferencích a mapy o percepci.
Gould a White chápou mentální mapu jako odraz prostorových preferencí (preferenční mentální mapy či mapy Gouldovského typu). Tyto mentální mapy často vznikají druhotně přenesením slovních informací od tazatele do mapy, kterou zpracovává kartograf. Příkladem mohou být mapy s informacemi, kde byste si přáli bydlet nebo které místo preferujete pro letní dovolenou . Tento typ mentálního mapování je také základem podskupiny mentálních map – pocitových map.
Lynch naopak rozumí mentální mapou samotné zobrazení prostoru jedincem, ve kterém se projeví jeho vnímání obsahu mapy, prostorové umístění, orientace atd. Výstupem je tedy konkrétní náčrtek, schéma nebo obrázek, který reprezentuje jeho vidění města, regionu či celého světa.
Z českých vědců se teorií mentálních map zabývají, či historicky zabývali, například Hynek a Hynková , Siwek , Bláha a Pastuchová-Nováková , či Drbohlav . Drbohlav  či Bláha & Pastuchová Nováková  chápou mentální mapu jako model prostoru, který je vytvořený v mysli jedince, a jeho výstupem je kreslená mapa na libovolné médium. K vytvoření mentální mapy je však nejdříve potřeba vytvořit si kognitivní mapu – mapu v mysli. Teprve jejím převodem na médium, kterým je ve většině případů papír, se kognitivní mapa transformuje v mapu mentální.

Pojem mentální mapa bývá často mimo geografii používán ve smyslu Myšlenková mapa.